# Ortrugo dei Colli Piacentini

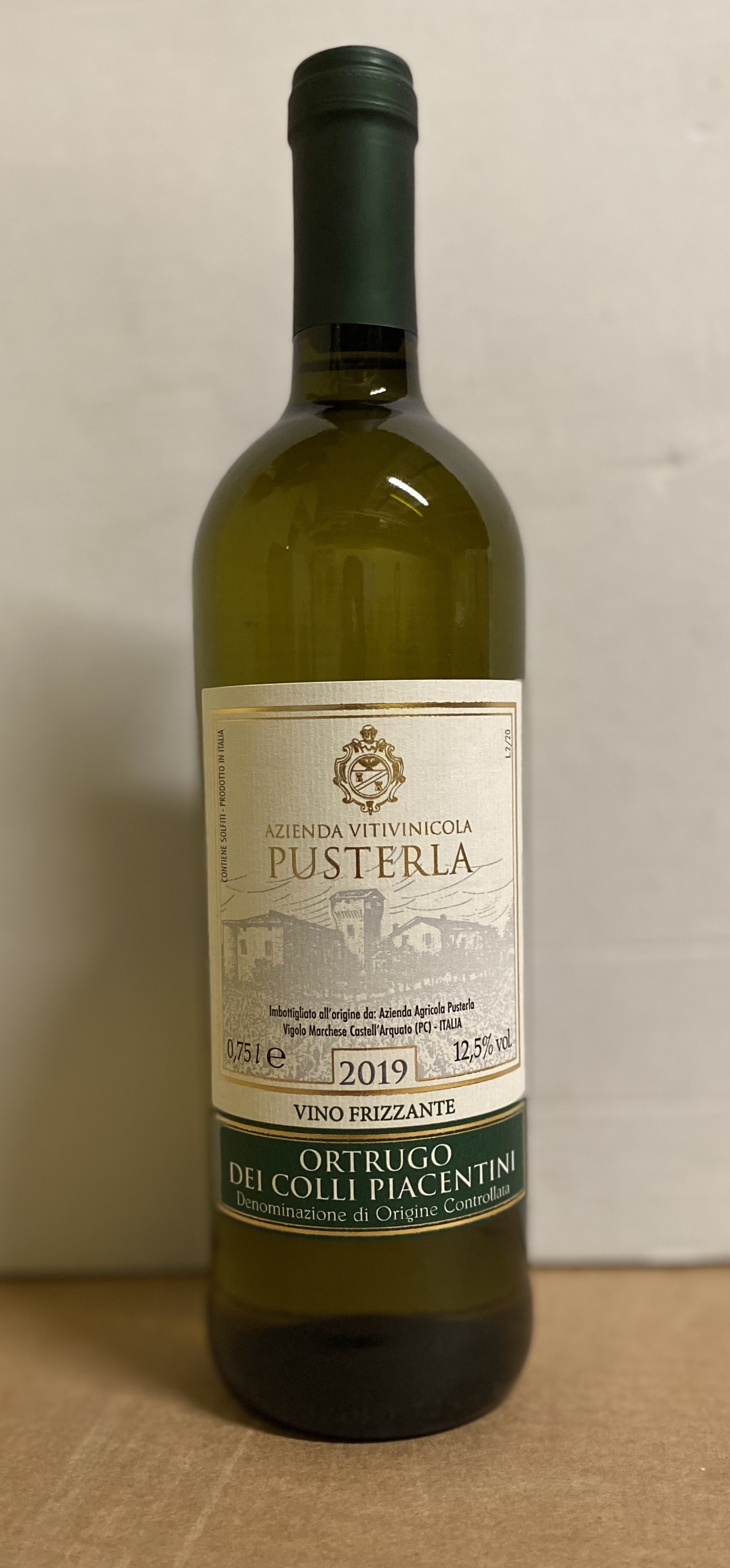
Ortrugo DOC

Ortrugo dei Colli Piacentini è la Denominazione di Origine Controllata di un vino la cui produzione è consentita nella provincia di Piacenza.
Può essere prodotto anche nelle tipologie Frizzante e Spumante

## Caratteristiche organolettiche
- colore: paglierino chiaro tendente al verdognolo.
- odore: delicato, caratteristico.
- sapore: secco o abboccato, retrogusto amarognolo, tranquillo, vivace.

## Storia
Il vitigno ortrugo è una tipologia autoctona dei colli piacentini. Da sempre diffusa in tutto il territorio e da sempre coltivata, veniva utilizzata principalmente come uva da taglio.
Solo a partire dagli anni settanta, a seguito dell'interessamento di alcuni viticoltori locali, comincia ad essere vinificato in purezza divenendo in breve tempo, nel territorio piacentino, il bianco più diffuso.
La storia del vino piacentino in generale e dell'ortrugo in particolare in "Monografia Vitivinicola della Provincia di Piacenza", Piacenza 1967, di Giuseppe Fogliani (Università Catt. Sacro Cuore) e Giovanni Battista Vecchia.

## Abbinamenti consigliati
Primi piatti di magro come i classici tortelli con la coda piacentini o le crespelle. Si sposa perfettamente con il pesce: antipasti caldi e freddi o secondi piatti.

## Produzione
Provincia, stagione, volume in ettolitri
- Piacenza (1990/91) 6367,0
- Piacenza (1991/92) 6828,0
- Piacenza (1992/93) 6832,0
- Piacenza (1993/94) 8936,54
- Piacenza (1994/95) 11025,06
- Piacenza (1995/96) 9897,26
- Piacenza (1996/97) 15439,0